# Blitum virgatum
Épinard-fraise en baguette, Chénopode en baguette, Blette en baguette
Espèce
L'Épinard-fraise en baguette, Chénopode en baguette ou Blette en baguette (Blitum virgatum) est une espèce de plantes annuelles de la famille des Amaranthacées.